# Grissjön, Uppland
Grissjön är en sjö i Uppsala kommun i Uppland och ingår i Norrströms huvudavrinningsområde. Sjön är 2,2 meter djup, har en yta på 0,25 kvadratkilometer och är belägen 53 meter över havet.

## Delavrinningsområde
Grissjön ingår i det delavrinningsområde (664815-157948) som SMHI kallar för Ovan Bredsjöbäcken. Medelhöjden är 65 meter över havet och ytan är 31,33 kvadratkilometer. Det finns inga avrinningsområden uppströms utan avrinningsområdet är högsta punkten. Sävaån som avvattnar avrinningsområdet har biflödesordning 4, vilket innebär att vattnet flödar genom totalt 4 vattendrag innan det når havet efter 113 kilometer. Avrinningsområdet består mestadels av skog (77 procent). Avrinningsområdet har 0,25 kvadratkilometer vattenytor vilket ger det en sjöprocent på 0,8 procent.